# Timelesz
timelesz(타임레스)는 일본의 남성 아이돌 그룹이다. 소속 사무소는 STARTO ENTERTAINMENT. 소속 레코드 회사는 Over The Top.

## 멤버
| 이름                       | 생년월일 (만 나이)     | 혈액형 | 출신지     |
| -------------------------- | ---------------------- | ------ | ---------- |
| 키쿠치 후마 (菊池風磨)     | 1995년 3월 7일(30세)   | A형    | 도쿄도     |
| 사토 쇼리 (佐藤勝利)       | 1996년 10월 30일(28세) | A형    | 도쿄도     |
| 마츠시마 소우 (松島聡)     | 1997년 11월 27일(27세) | A형    | 시즈오카현 |
| 테라니시 타쿠토 (寺西拓人) | 1994년 12월 31일(30세) | O형    | 가나가와현 |
| 하라 요시타카 (原嘉孝)     | 1995년 9월 25일(29세)  | O형    | 가나가와현 |
| 하시모토 마사키 (橋本将生) | 1999년 10월 17일(25세) | 불명   | 가나가와현 |
| 이노마타 슈토 (猪俣周杜)   | 2001년 8월 17일(23세)  | AB형   | 이바라키현 |
| 시노즈카 타이키 (篠塚大輝) | 2002년 7월 9일(22세)   | B형    | 시즈오카현 |

### 전 멤버
| 이름                     | 생년월일 (만 나이)    | 혈액형 | 출신지            | 비고                                                                                          |
| ------------------------ | --------------------- | ------ | ----------------- | --------------------------------------------------------------------------------------------- |
| 마리우스 요 (マリウス葉) | 2000년 3월 30일(25세) | O형    | 독일 하이델베르크 | 2022년 12월 31일, 《2022-2023 카운트다운 콘서트》를 끝으로 쟈니스 사무소 퇴소 및 연예계 은퇴. |
| 나카지마 켄토 (中島健人) | 1994년 3월 13일(31세) | A형    | 도쿄도            | 2024년 3월 31일, 《Sexy Zone ONLINE LIVE》를 끝으로 그룹을 탈퇴하고 솔로 활동에 전념.         |

## 개요
2011년 9월 29일, 결성이 발표되어, 도쿄 제국 극장에서 CD 데뷔 발표 기자회견이 있었다. 쟈니즈 사무소 사장 쟈니 키타가와는, 〈마이클 잭슨의 섹시함〉을 이미지화하여 그룹명을 결정했다고 한다..
기자회견 후, 멤버는 이 극장에서 개최된 《제극 Johnnys Imperial Theatre Special〈Kis-My-Ft2 with 쟈니즈 Jr.〉》에 출연하여, 11월 16일에 포니캐년에서 발표 예정인 데뷔곡 〈Sexy Zone〉의 첫 공연을 했다. 이 곡은, 그들이 스페셜 서포터즈로 결정된 《2011년 배구 월드컵》의 이미지 송이기도 하다.
〈Sexy Zone〉의 〈xy〉는 빨강으로 〈Sexy Zone〉라고 표기되는 경우가 있다.
2024년 4월 1일, 신그룹명은 〈Sexy Zone〉의 5인 완전체로 작업한 마지막 곡인 timeless에서 따온 〈timelesz〉로 변경했다.

## 내력
2011년
- 9월 29일, 帝国劇場(제국극장)에서 결성을 발표.
- 11월 14일, 월드컵 배구 2011의 스페셜 서포터로 취임.
- 11월 16일, 데뷔 싱글 〈Sexy Zone〉을 발매.

2012년
- 1월 5일, 《제64회 전일본 배구 고등학교 선수권 대회》의 서포터로 취임.
- 2월 11일 그룹 첫 단독 콘서트『Sexy Zone First Concert 2012』개최.
- 4월 7일 버라이어티 방송 《리얼 스코프 Z》에 출연.
- 4월 5일, 그룹 처음이 되는 칸무리 라디오 프로그램 《Sexy Zone의 Qrzone》의 방송 개시.
- 4월 11일, 2번째 싱글 〈Lady 다이아몬드〉를 발매.
- 5월 19일, 《2012 런던 올림픽 배구 세계 최종 예선》의 서포터로 취임.
- 10월 3일, 3번째 싱글 〈Sexy Summer에 눈이 내린다〉를 발매.
- 11월 14일, 1번째 앨범 《one Sexy Zone》을 발매.

2013년
- 3월 26일 첫 전국투어 『Sexy Zone Japan Tour 2013』 개최.
- 5월 1일, 4번째 싱글 〈Real Sexy!/BAD BOYS〉를 발매.
- 10월 9일, 5번째 싱글 〈바이바이Du바이~See you again~/A MY GIRL FRIEND〉를 발매.
- 11월 25일, 《NHK 홍백가합전》에 첫 출장하는 것이 발표되었다.
- 12월 31일, 《제64회 NHK 홍백가합전》에 출연.

2014년
- 2월 19일, 2번째 앨범 《Sexy Second》를 발매.
- 3월 2일, 첫 칸무리 프로그램 《Sexy Zone CHANNEL》이 방송 개시.
- 3월 26일 『Sexy Zone Spring Tour Sexy Second』 개최.
- 5월 14일, 6번째 싱글 〈King & Queen & Joker〉를 발매.
- 10월 1일, 7번째 싱글 〈남자 never give up〉을 발매.
- 11월 19일, 8번째 싱글 〈너에게 HITOMEBORE〉를 발매.
- 12월 31일, 《제65회 NHK 홍백가합전》에 출연.

2015년
- 3월 11일, 3번째 앨범 《Sexy Power3》을 발매.
- 3월 15일 『Sexy Zone Sexy Power Tour』 개최.
- 7월 1일, 9번째 싱글 〈Cha-Cha-Cha 챔피언〉을 발매.
- 12월 16일, 10번째 싱글 〈컬러풀 Eyes〉를 발매.
- 12월 31일, 《제66회 NHK 홍백가합전》에 출연.

2016년
- 1월 5일 ~ 10일, 《제68회 전일본 배구 고등학교 선수권 대회》의 응원 서포터로 취임.
- 2월 24일, 4번째 앨범 《Welcome to Sexy Zone》을 발매.
- 3월 25일 『Welcome to Sexy Zone Tour』 개최.
- 5월 3일, 11번째 싱글 〈승리의 날까지〉를 발매.
- 10월 19일, 12번째 싱글 〈요비스테〉를 발매.
- 11월 16일, 5주년 기념 베스트 앨범 《Sexy Zone 5th Anniversary Best》를 발매.
- 12월 31일, 《제67회 NHK 홍백가합전》에 출연.

2017년
- 3월 25일, 『Sexy Zone Presents Sexy Tour 2017〜STAGE』 개최.
- 3월 29일, 13번째 싱글 〈ROCK THA TOWN〉를 발매.
- 10월 4일, 14번째 싱글 〈ぎゅっと〉를 발매.
- 12월 31일, 《제68회 NHK 홍백가합전》에 출연.

2018년
- 1월 27일, 24시간테레비 메인 퍼스널리티 결정.
- 2월 14일, 5번째 앨범〈XYZ=repainting〉를 발매.
- 3월 24일, 투어 『SEXY ZONE repainting Tour 2018』 개최.
- 6월 6일, 15번째 싱글 〈イノセントデイズ〉를 발매.
- 8월 25~26일, 『24시간테레비 메인 퍼스널리티』나카지마켄토는 스페셜 드라마 『ヒーローを作った男 石ノ森章太郎物語』에서 주연을 맡았다.
- 11월 28일, 마츠시마 소우 돌발성 공황장애의 치료에 전념 위해 연예 활동을 당분간 중단한다고 발표.
- 12월 5일 16번째 싱글 〈カラクリだらけのテンダネス / すっぴんKISS〉를 발매.
- 12월 31일, 《제69회 NHK 홍백가합전》에 출연.

2019년
- 1월 9일, DVD&Blu-ray『SEXY ZONE repainting Tour 2018』발매.
- 3월 3일, 6번째 앨범 〈PAGES〉를 발매.
- 3월 16일, 투어『Sexy Zone LIVE TOUR 2019 PAGES』개최.

2024년
- 4월 1일, 그룹명을 timelesz로 변경. 또는 오디션 timelesz project를 통해 새로운 멤버를 모집할 예정.

## 음반 목록

### 싱글
| #  | 발매일           | 타이틀                                                                                            | 최고 순위 | 비고                                                                                    |
| -- | ---------------- | ------------------------------------------------------------------------------------------------- | --------- | --------------------------------------------------------------------------------------- |
| 1  | 2011년 11월 16일 | Sexy Zone                                                                                         | 1위       |                                                                                         |
| 2  | 2012년 4월 11일  | Lady ダイヤモンド Lady 다이아몬드                                                                 | 1위       |                                                                                         |
| 3  | 2012년 10월 3일  | Sexy Summerに雪が降る Sexy Summer에 눈이 내린다                                                   | 1위       | 마츠시마·마리우스 2명에 쟈니즈 Jr. 6명을 가세한 유닛 Sexy Boyz의 악곡 〈비라도〉를 수록 |
| 4  | 2013년 5월 1일   | Real Sexy!/BAD BOYS                                                                               | 1위       |                                                                                         |
| 5  | 2013년 10월 9일  | バィバィDuバィ〜See you again〜 / A MY GIRL FRIEND 바이바이Du바이~See you again~/A MY GIRL FRIEND | 1위       |                                                                                         |
| 6  | 2014년 5월 14일  | King & Queen & Joker                                                                              | 1위       |                                                                                         |
| 7  | 2014년 10월 1일  | 男 never give up 남자 never give up                                                               | 1위       | 나카지마, 키쿠치, 사토로 레코딩                                                         |
| 8  | 2014년 11월 19일 | 君にHITOMEBORE 너에게 HITOMEBORE                                                                  | 1위       | 나카지마, 키쿠치, 사토로 레코딩                                                         |
| 9  | 2015년 7월 1일   | Cha-Cha-Cha チャンピオン Cha-Cha-Cha 챔피언                                                       | 1위       | 나카지마, 키쿠치, 사토로 레코딩                                                         |
| 10 | 2015년 12월 16일 | カラフル Eyes 컬러풀 Eyes                                                                         | 1위       |                                                                                         |
| 11 | 2016년 5월 3일   | 勝利の日まで 승리의 날까지                                                                        | 1위       |                                                                                         |
| 12 | 2016년 10월 19일 | よびすて                                                                                          | 1위       |                                                                                         |
| 13 | 2017년 3월 29일  | ROCK THA TOWN                                                                                     | 1위       |                                                                                         |
| 14 | 2017년 10월 4일  | ぎゅっと                                                                                          | 1위       |                                                                                         |
| 15 | 2018년 6월 6일   | イノセントデイズ                                                                                  | 1위       |                                                                                         |
| 16 | 2018년 12월 5일  | カラクリだらけのテンダネス / すっぴんKISS                                                         | 1위       |                                                                                         |
| 17 | 2019년 10월 23일 | 麒麟の子 / Honey Honey                                                                            | 1위       |                                                                                         |

### 앨범

#### 오리지널 앨범
| # | 발매일           | 타이틀               | 최고 순위 |
| - | ---------------- | -------------------- | --------- |
| 1 | 2012년 11월 14일 | one Sexy Zone        | 1위       |
| 2 | 2014년 2월 19일  | Sexy Second          | 1위       |
| 3 | 2015년 3월 11일  | Sexy Power3          | 1위       |
| 4 | 2016년 2월 24일  | Welcome to Sexy Zone | 1위       |
| 5 | 2018년 2월 14일  | XYZ=repainting       | 1위       |
| 6 | 2019년 3월 13일  | PAGES                | 1위       |

#### 베스트 앨범
| # | 발매일           | 타이틀                         | 최고 순위 |
| - | ---------------- | ------------------------------ | --------- |
| 1 | 2016년 11월 16일 | Sexy Zone 5th Anniversary Best | 1위       |

### 영상 작품
| #  | 발매일          | 타이틀                                     | 최고 순위 (DVD/BD) | 비고                                 |
| -- | --------------- | ------------------------------------------ | ------------------ | ------------------------------------ |
| 1  | 2012년 8월 15일 | Sexy Zone アリーナコンサート 2012          | 1위 (DVD) 2위 (BD) |                                      |
| 2  | 2013년 2월 13일 | Johnny's Dome Theater ~SUMMARY 2012~       | 2위 (DVD) 1위 (BD) |                                      |
| 3  | 2013년 8월 28일 | Sexy Zone Japan Tour 2013                  | 1위 (DVD) 4위 (BD) |                                      |
| 4  | 2014년 8월 12일 | Sexy Zone Spring Tour Sexy Second          | 1위 (DVD) 1위 (BD) |                                      |
| 5  | 2015년 1월 14일 | Sexy Zone summer concert 2014              | 2위 (DVD) 2위 (BD) |                                      |
| 6  | 2015년 9월 9일  | Sexy Zone Sexy Power Tour                  | 1위 (DVD) 2위 (BD) |                                      |
| 7  | 2016년 1월 13일 | Summer Paradise in TDC                     | 1위 (DVD) 2위 (BD) | 나카지마, 키쿠치, 사토의 솔로 콘서트 |
| 8  | 2016년 9월 7일  | Welcome to Sexy Zone Tour                  | 1위 (DVD) 2위 (BD) |                                      |
| 9  | 2017년 1월 25일 | Johnnys' Summer Paradise 2016              | 1위 (DVD) 1위 (BD) |                                      |
| 10 | 2017년 9월 6일  | Sexy Zone presents Sexy Tour 2017 ～ STAGE | 1위 (DVD) 1위 (BD) |                                      |
| 11 | 2018년 7월 18일 | Summer Paradise 2017                       | 1위 (DVD) 1위 (BD) |                                      |
| 12 | 2019년 1월 9일  | SEXY ZONE repainting Tour 2018             | 1위 (DVD) 1위 (BD) |                                      |

## 출연

### 음악 프로그램
- 더 소년구락부 (2000년 4월 ~ , NHK BS 프리미엄)
- NHK 홍백가합전 (NHK)
  - 제64회 NHK 홍백가합전 (2013년 12월 31일)
  - 제65회 NHK 홍백가합전 (2014년 12월 31일)
  - 제66회 NHK 홍백가합전 (2015년 12월 31일)
  - 제67회 NHK 홍백가합전 (2016년 12월 31일)
  - 제68회 NHK 홍백가합전 (2017년 12월 31일)
  - 제69회 NHK 홍백가합전 (2018년 12월 31일)

### 버라이어티 프로그램
- 코이스루 간바레부 (2011년 10월 24일 ~ 11월 3일, 후지 TV)
- 리얼 스코프 Z→초잠입! 리얼 스코프 하이퍼 (2012년 4월 7일 ~ 2015년 3월 14일, 후지 TV)
- 코이스루 간바레부 2 (2012년 5월 14일 ~ 17일·28일 ~ 31일, 후지 TV)
- Sexy Zone CHANNEL (2014년 2월 26일 ~ , 후지 TV TWO·NOTTV)
- 가무샤라! (2014년 4월 12일 ~ 2016년 4월 3일, TV 아사히)
- 소문에 어택 No.1 (2015년 4월 ~ 9월, 후지 TV)
- つなげリオへ!噂にアタックNo.1（2016년4월2일 - 5月23일〔22日심야〕、후지테레비）
- ニュース シブ5時（2016年4月11日 - 2018년3월7일、NHK종합）「ニュースがわかるようになる検定」
- Sexy Zoneのたった3日間で人生は変わるのか!? (섹시존의 단 3일간에 인생은 바뀌는가!?) (2018년 4월 12일 7월 1일 8월 13일 2019년 5월 21일, 日テレ)
- 24시간테레비41 「愛は地球を救う」（2018년8월25일・26日、日テレ） - 메인 퍼스널리티

### 배구
- 월드컵 배구 2011 (2011년 11월 4일 ~ 12월 4일, 후지 TV) - 스페셜 서포터
- 제64회 전일본 배구 고등학교 선수권 대회 (2012년 1월 5일 ~ 9일, 후지 TV) - 정열 서포터
- 2012 런던 올림픽 배구 세계 최종 예선 (2012년 5월 19일 ~ 6월 10일, 후지 TV·TBS) - 스페셜 서포터
- 제65회 전일본 배구 고등학교 선수권 대회 (2013년 1월 5일 ~ 13일, 후지 TV) - “정열” 서포터 (나카지마, 키쿠치, 사토)
- 제66회 전일본 배구 고등학교 선수권 대회 (2014년 1월 5일 ~ 12일, 후지 TV) - “정열” 서포터 (나카지마, 키쿠치, 사토)
- 여자 배구 월드 그랑프리 2014 (2014년 8월 20일 ~ 24일, 후지 TV) - 스페셜 서포터
- 제67회 전일본 배구 고등학교 선수권 대회 (2015년 1월 4일 ~ 11일, 후지 TV) - 정열 서포터 (나카지마, 키쿠치, 사토)
- FIVB 월드컵 배구 2015 (2015년 8월 22일 ~ 9월 23일, 후지 TV) - 스페셜 내비게이터 (나카지마, 키쿠치, 사토)
- 제68회 전일본 배구 고등학교 선수권 대회 (2016년 1월 5일 ~ 10일, 후지 TV) - 응원 서포터
- 2016 리우데자네이루 올림픽 배구 최종 예선 (2016년 5월 14일 ~ 6월 5일, 후지 TV) - 스페셜 서포터
- 제70회 전일본 배구 고등학교 선수권 대회（2018년1월4일 ‐ 8일、フジテレビ）- 情熱サポーター（사토,마츠시마,마리우스）
- 제71회 전일본 배구 고등학교 선수권 대회（2019년1월12일 ‐ 13일、フジテレビ）- 情熱キャスター（사토,마리우스）

### CM
- NOTTV Sexy Zone CHANNEL 〈스크롤 편〉 (2014년 3월 1일 ~ )
- 롯데 프루티오 〈프루트 바스켓 편〉 (2014년 3월 18일 ~ )
- AOKI「신사복（수트）」（2017년2월1일 - ）[88]
- AOKI 홀딩스│AOKI「락동 스리피스（수트）」（2018년2월 - ）
- コーセーコスメポート(코세 코스메포트) 「ソフティモ(소프티모)」（2018년11월1일 - )

### 라디오 프로그램
- Sexy Zone의 Qrzone (2012년 4월 5일 ~ , 분카 방송) - 《레코멘!》 내의 플로트 프로그램
- らじらー!サタデー（2016년4월2일 - 2019년3월30일、NHK라디오제1방송） - 22시대MC（격주로 1 - 2명정도 교대출연。）
- bayfm「VICTORY ROADS」 사토쇼리 (2017년 10월 6일 ~ )

## 서적

### 사진집
- Sexy Zone 퍼스트 사진집 Sweetz (2012년 8월 1일, 슈에이샤) ISBN 978-4-08-102145-1
- Sexy Zone 2nd 사진집 《Be Sexy!》 (2014년 10월 30일, 슈에이샤) ISBN 978-4-08-780730-1

## 공연
| 연도   | 공연명                                                               | 일정                                 | 공연 개소·공연수 | 회장 | 비고                                        |
| ------ | -------------------------------------------------------------------- | ------------------------------------ | ---------------- | --- | ------------------------------------------- |
| 2011년 | 제극 Johnnys Imperial Theatre Special 〈Kis-My-Ft2 with 쟈니즈 Jr.〉 | 9월 29일                             | 1도시·1공연      | 제국 극장 | 첫 피로연.                                  |
| 2012년 | Sexy Zone First Concert 2012                                         | 2월 11일 ~ 12일 / 2월 18일 ~ 19일    | 2도시·11공연     | 도쿄 국제 포럼 홀A / 2월 11일 ~ 12일 우메다 예술 극장 메인 홀 / 2월 18일 ~ 19일                                                                                                  | 첫 단독 콘서트                              |
| 2012년 | Sexy Zone 아레나 콘서트 2012                                         | 3월 29일 ~ 30일, 4월 1일             | 2도시·5공연      | 요코하마 아레나 / 3월 29일 ~ 30일 오사카 성 홀 / 4월 1일 | 첫 아레나 콘서트                            |
| 2012년 | Johnny's Dome Theatre ~SUMMARY~                                      | 8월 11일 ~ 15일 / 8월 21일 ~ 9월 2일 | 2도시·26공연     | 우메다 예술 극장 / 8월 11일 ~ 15일 TOKYO DOME CITY HALL / 8월 21일 ~ 9월 2일 | 첫 쇼                                       |
| 2013년 | Sexy Zone 신춘 아레나 콘서트 2013                                    | 1월 2일 ~ 3일 / 1월 4일 ~ 6일        | 2도시·7공연      | 오사카 성 홀 / 1월 2일 ~ 3일 요코하마 아레나 / 1월 4일 ~ 6일 |                                             |
| 2013년 | Sexy Zone Spring Concert 2013                                        | 3월 26일 ~ 5월 6일                   | 5도시·8공연      | 후쿠오카 썬 팰리스 / 3월 26일 나고야 닛폰 가이시 스포츠 플라자 가이시 홀 / 4월 4일 코베 월드 기념 홀 / 4월 13일 ~ 14일 니트리 문화 홀 / 4월 20일 요코하마 아레나 / 5월 4일 ~ 6일 | 그룹 첫 전국 투어                           |
| 2014년 | Sexy Zone Concert Tour Sexy Second                                   | 3월 26일 ~ 5월 6일                   | 3도시·14공연     | 나고야 닛폰 가이시 스포츠 플라자 가이시 홀 오사카 성 홀 요코하마 아레나 |                                             |
| 2014년 | Sexy Zone Summer Concert 2014                                        | 7월 27일 ~ 8월 6일                   | 2도시·10공연     | 사이타마 수퍼 아레나 코베·월드 기념 홀 |                                             |
| 2015년 | Sexy Zone Spring Tour 2015                                           | 3월 15일 ~ 5월 28일                  | 4도시·13공연     | 마린멧세 후쿠오카 요쿄하마 아레나 오사카 성 홀 나고야 닛폰 가이시 스포츠 플라자 가이시 홀                                                                                        |                                             |
| 2015년 | Sexy Zone A.B.C-Z Summer Paradise in TDC                             | 8월 1일 ~ 30일                       | 1도시·28공연     | 도쿄 TOKYO DOME CITY HALL | 사토, 키쿠치, 나카지마의 솔로 콘서트도 개최 |
| 2016년 | Welcome to Sexy Zone                                                 | 3월 25일 ~ 5월 5일                   | 5도시·14공연     | |                                             |
| 2017년 | Sexy Zone presents Sexy Tour 2017〜STAGE                             | 3월 25일~5월 7일                     | 5도시·18공연     | |                                             |
| 2018년 | SEXY ZONE repainting Tour 2018                                       | 3월 24일~5월 6일                     |                  | |                                             |
| 2019년 | Sexy Zone Live Tour 2019 PAGES                                       | 3월 16일~5월 25일                    |                  | |                                             |